# 海甸街道
海甸街道是中国海南省海口市美兰区下辖的一个街道。东接新埠岛；南临海甸河；西依人民路街道；北眺琼州海峡。街道面积6.72平方公里，下辖6个社区居委会，自然村14个，村民小组22个。

## 行政区划
海甸街道目前下辖6个社区
- 新安社区
- 沿江社区
- 金甸社区
- 海达社区
- 白沙门社区
- 福安社区